# Morgan County (Indiana)
Morgan County is een county in de Amerikaanse staat Indiana.
De county heeft een landoppervlakte van 1.053 km² en telt 66.689 inwoners (volkstelling 2000). De hoofdplaats is Martinsville.

## Bevolkingsontwikkeling

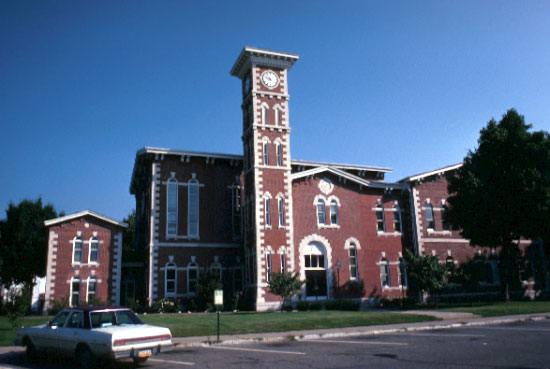
Morgan County Courthouse